# Serge Silberman
Serge Silberman (1. května 1917 Lodž – 22. července 2003 Paříž) byl francouzský filmový producent.

## Osobní život
Narodil se do židovské rodiny roku 1917 v Lodži, ležící tehdy v Ruském impériu. Během druhé světové války přežil pobyt v nacistickém koncentračním táboře a poté žil v Paříži. Jedním z prvních projektů, který zaštiťoval jako filmový producent, byl snímek Jeana-Pierra Melvilla z roku 1955 Bob le flambeur.
Od filmu Deník pokojské natočeného v roce 1964 spolupracoval se surrealistickým režisérem Luisem Buñuelem a produkoval jeho všechny projekty pozdního období.
V roce 1966 založil produkční společnost Greenwich Film Productions, která stála za více než patnácti snímky. Roku 1981 produkoval svůj finančně nejúspěšnější projekt, Beineixův film Diva. Ze zisku pak v roce 1985 financoval akční drama Akira Kurosawy Ran, do té době nejnákladnější japonský snímek.
V roce 1988 obdržel čestného Césara. Zemřel v roce 2003 v Paříži.